# دورس د گوانهیاس
دورس د گوانهیاس (به پرتغالی: Dores de Guanhães) یک منطقهٔ مسکونی در برزیل است که در میناز ژرایس واقع شده‌است. دورس د گوانهیاس ۵٬۱۵۴ نفر جمعیت دارد.